# Platymiscium darienense
Platymiscium darienense là một loài thực vật có hoa trong họ Đậu. Loài này được Dwyer miêu tả khoa học đầu tiên.